# Dutch (jeu de cartes)
Le Dutch est un jeu de cartes dont le but est d'avoir le moins de points possible. Il est connu sous de très nombreux autres noms, tels que Tamalou, Cabo, Kabou, Gabo, Kobo ou encore Golf. Ses règles simples, basées sur la mémoire et la prise de risque, en font un jeu populaire qui connaît une multitude de variantes,.

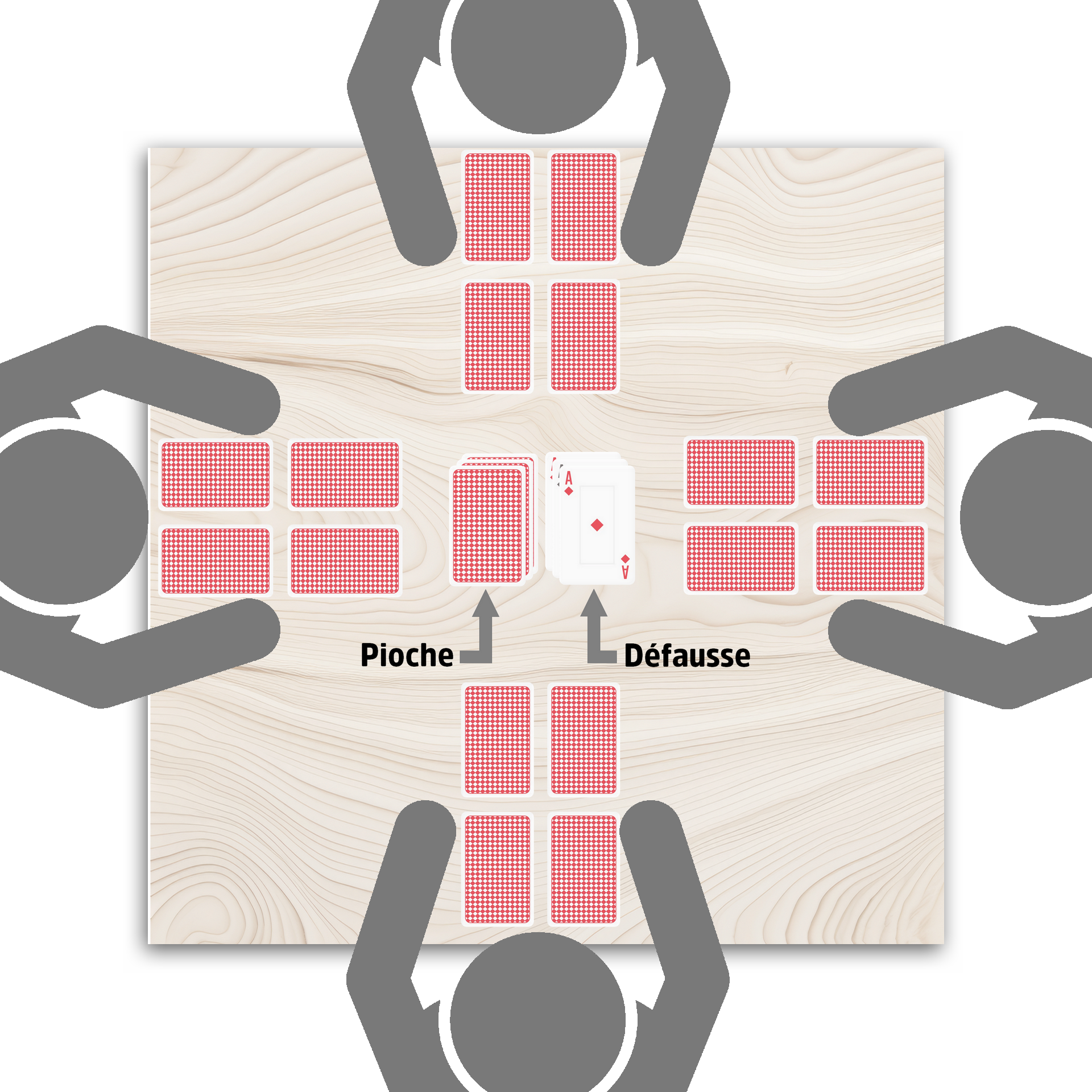
Dutch, disposition du jeu pour 4 joueurs.

## But du jeu
L'objectif est d'obtenir le score le plus bas possible à la fin de chaque manche,. La partie s'arrête généralement lorsqu'un joueur atteint un score cumulé de 100 points. Le gagnant est alors celui qui a le moins de points,.

## Règles du jeu

### Matériel
Un jeu de 52 cartes standard (sans les jokers),,. Il est possible d'utiliser deux jeux pour les groupes de plus de 4 à 6 joueurs.

### Mise en place
1. Le donneur distribue 4 cartes, face cachée, à chaque joueur[9].
2. Les joueurs disposent leurs cartes en carré ou en ligne devant eux et ne doivent pas en changer l'ordre[7],[9].
3. Le reste des cartes forme la pioche, placée face cachée au centre. La première carte de la pioche est retournée pour créer la pile de défausse[9].
4. En début de partie, chaque joueur a le droit de regarder secrètement deux de ses quatre cartes. Il doit les mémoriser avant de les replacer face cachée[7],[9],[10].

### Déroulement d'un tour
À son tour, dans le sens des aiguilles d'une montre, un joueur doit effectuer l'une des deux actions suivantes :
1. Piocher la première carte de la pioche. Le joueur peut alors :
  - Échanger cette carte avec l'une de ses quatre cartes posées devant lui. Il place la nouvelle carte face cachée et défausse l'ancienne face visible[9].
  - Défausser directement la carte piochée si elle ne l'intéresse pas, sans modifier son jeu[9].
2. Prendre la première carte de la défausse. Le joueur est alors obligé de l'échanger contre l'une de ses cartes[1].

### Fin de manche
Lorsqu'un joueur pense avoir un score inférieur à celui des autres, il peut annoncer "Dutch !" (ou "Tamalou !", "Cabo !", etc.) à la fin de son tour,. Cela déclenche un dernier tour pour tous les autres joueurs, après quoi la manche se termine.
Tous les joueurs révèlent alors leurs cartes et comptent leurs points,.
- Si le joueur qui a annoncé "Dutch" a bien le score le plus bas, il marque 0 point[9].
- S'il n'a pas le score le plus bas, il est pénalisé et marque souvent le double de la valeur de ses cartes[9].

### Décompte des points
La valeur des cartes est généralement la suivante :
- As : 1 point[7].
- Cartes de 2 à 10 : Valeur nominale (le 2 vaut 2 points, le 10 vaut 10 points, etc.)[3],[7].
- Valet : 11 points[3],[7].
- Dame : 12 points[3],[7].
- Rois : 13 points[7].
- Roi Rouge (Cœur ou Carreau) : Vaut souvent 0 point, ce qui en fait une carte stratégiquement importante[11],[13].

## Cartes spéciales et variantes
La grande richesse du Dutch vient de ses nombreuses variantes. Bien que le principe de base reste le même, les règles peuvent considérablement varier d'un groupe de joueurs à l'autre.

### Les pouvoirs des cartes
Les pouvoirs spéciaux, souvent activés lorsqu'un joueur défausse une carte qu'il vient de piocher, constituent la variation la plus significative,.
- 7 ou 8 : Permet de regarder une de ses propres cartes[2],[12].
- 9 ou 10 : Permet de regarder une carte d'un adversaire[2],[12].
- Valet ou Dame : Permet d'échanger à l'aveugle une de ses cartes avec celle d'un adversaire[2],[7].
- Roi noir : Permet de regarder une de ses cartes et une carte adverse, puis décider d'échanger les deux[2].
- As : Permet de donner une carte de la pioche au joueur de son choix[1],[13].

L’utilisation de ces pouvoirs nécessite généralement de piocher et défausser une carte pour activer son effet. Si le joueur échange la carte piochée avec une carte de son jeu, le pouvoir ne s’active pas.

### Variations dans le décompte des points
Si la règle générale est que les cartes de 2 à 10 valent leur valeur nominale, de nombreuses adaptations existent pour les autres cartes :
- Valet et Dame : souvent comptés à 10 points chacun, même si leur valeur nominale est 11 et 12[7],[11],[15].
- Rois rouges (Cœur, Carreau) : 0 pt (ou parfois -1 ou -2)[7].
- Rois noirs (Pique et Trèfle) : 13, 15 ou 20 points selon les règles, très pénalisant[7].
- Jokers (s’ils sont utilisés) : −1 ou −2 points, les meilleures possibles[2].

### La défausse rapide (ou "Brûler une carte")
Une règle optionnelle très populaire est la possibilité de "brûler" une carte. Lorsqu'une carte est défaussée (par exemple, un 8), n'importe quel joueur peut, à n'importe quel moment, défausser un 8 de son propre jeu.
Cette action permet de se débarrasser d'une carte en dehors de son tour de jeu. Le joueur le plus rapide l'emporte. En cas d'erreur (si un joueur se trompe de valeur), il doit reprendre sa carte et en piocher une de pénalité.

### Conditions de fin de manche
L'annonce qui met fin à la manche ("Dutch !", "Cabo !", "Tamalou !") est elle aussi sujette à variations :
- Condition de score : Dans certaines versions comme le Tamalou, un joueur ne peut annoncer la fin de manche à condition que son score soit inférieur à un certain seuil (par exemple, 5 points)[2],[11],[14].
- Pénalités : L'échec d'un appel est presque toujours pénalisé. Le joueur qui a appelé à tort reçoit généralement le total de ses points, plus une pénalité (souvent 10 ou 20 points), ou doit doubler son score[9]. Les autres joueurs, dans ce cas, marquent 0 point.
- Le "Contre-Dutch" : Une règle permet à un joueur de déclarer "Contre-Dutch !" s'il pense avoir un meilleur score que celui qui a annoncé "Dutch !". Les enjeux sont alors plus élevés pour les deux joueurs[9].
- Cas particulier du "Kamikaze" : Si un joueur termine la manche avec une main composée uniquement des cartes les plus fortes (par exemple, deux Dames et deux Rois), il gagne la manche avec 0 point et tous ses adversaires sont pénalisés d'un score très élevé (50 points).

## Noms et origines

### Noms et variantes
Ce jeu est connu sous un grand nombre de noms qui désignent le même principe de base. Les appellations les plus fréquentes sont Dutch, Tamalou, Cabo, Kabou et Golf,,. On trouve aussi des noms comme Cactus, Gabo, Marmotte, ou des appellations locales comme Dutch Toulousain ou Cabo bruxellois. Le nom Dutch Blitz désigne une version commercialisée avec des règles légèrement différentes,.

### Origines
Les origines exactes du jeu sont incertaines. Des sources évoquent une possible origine néerlandaise, ce qui correspondrait au nom "Dutch". D'autres le rapprochent du jeu de "Golf" pratiqué dans les pays anglophones ou le présentent comme originaire du Moyen-Orient, ce qui correspondrait au nom "Tamalou",.

## Adaptations commerciales
Le succès et la flexibilité des règles du Dutch ont inspiré plusieurs jeux de société édités, qui reprennent et adaptent ses mécaniques :
- Cabo : Un jeu qui formalise les pouvoirs des cartes et a connu plusieurs éditions[19],[20].
- Skyjo : Bien que visuellement différent, il repose sur le même principe de base : obtenir le plus petit score en ayant une connaissance partielle de son jeu[21].
- Gang des Castors : Également inspiré du jeu de Golf, il partage de nombreuses similitudes avec le Dutch[22].
- 5 ou Moins : Un jeu qui se revendique comme une version revisitée et plus stratégique du Dutch/Tamalou[23].
- Dutch Blitz : Un jeu de cartes rapide et amusant où les joueurs essaient de se débarrasser de leur pile "Blitz" en jouant des cartes au centre de la table[24].

1. 1 2 3 4 5 6 7  (en) 262588213843476, « Règles du jeu Dutch », sur Gist (consulté le 12 août 2025)
2. 1 2 3 4 5 6 7 8 9  « Le Tamalou », sur Le Mistigri
3. 1 2 3 4 5  « Le Cabo », sur www.le-mistigri.fr (consulté le 12 août 2025)
4. ↑  un Thiérachien en balade, « Kabou », sur Un Thiérachien en balade, 25 février 2014 (consulté le 12 août 2025)
5. ↑  « AnimahSite », sur animahsite.free.fr (consulté le 12 août 2025)
6. ↑  « golf__rg » [PDF], sur L’Escale à jeux
7. 1 2 3 4 5 6 7 8 9 10 11 12 13 14  par Guerric, « Les VRAIES règles du Dutch : Comment jouer à ce jeu de cartes », sur Gamelia, 9 mai 2025 (consulté le 12 août 2025)
8. 1 2 3  Myriam Fabre, « Découvrez le dutch jeu de carte, le défi gagnant », sur Sudoku-jour, 5 août 2025 (consulté le 12 août 2025)
9. 1 2 3 4 5 6 7 8 9 10 11 12 13 14  « Règles du Dutch (2 à 8 joueurs) : guide du jeu complet », sur Jeux-Règles (consulté le 15 août 2025)
10. 1 2 3 4 5  niamor8798, « Règle du Dutch - Astuces et conseils », sur Regles de jeux | Toutes vos règles de jeux de société et de cartes : Monopoly, Trivial Pursuit, Uno, 1000 Bornes, 9 octobre 2023 (consulté le 15 août 2025)
11. 1 2 3 4 5 6  par Guerric, « Les VRAIES règles du Tamalou : Apprendre vite ce jeu de cartes », sur Gamelia, 9 mai 2025 (consulté le 15 août 2025)
12. 1 2 3  « Règles du jeu : Cabo – AccessiJeux NFC » (consulté le 15 août 2025)
13. 1 2  (en-US) « Dutch Jeu de carte - Jeu T'explique », sur jeutexplique.com, 23 juin 2023 (consulté le 15 août 2025)
14. 1 2  « Jouez au GABO ou TAMALOU ! jeux de cartes à partir de 2 joueurs... », sur aillantrecreajeux.sportsregions.fr, 5 janvier 2021 (consulté le 16 août 2025)
15. ↑   [vidéo] « Règle du Jeu Cactus   Dutch ou Tamalou », Joue le jeu, 7 février 2024, 7:58 min (consulté le 16 août 2025)
16. 1 2  Chien Psychopathe, « Le Dutch », sur Jeux d'alcool 🍺,‎ 11 septembre 2020 (consulté le 15 août 2025)
17. ↑  « Acheter Dutch Blitz - Dutch Blitz - Jeux de société », sur Philibert (consulté le 15 août 2025)
18. ↑  « Le Tamalou » [PDF], sur Escale à jeux
19. ↑  Melissa Limes, Mandy Henning, « Cabo - Règles » [PDF], sur Smiling Monster Games
20. ↑  Escale à jeux, « 00 est à l'Escale à jeux », sur L'Escale à jeux (consulté le 15 août 2025)
21. ↑  « Règle du Skyjo », sur Règle du jeu (consulté le 15 août 2025)
22. ↑  Monty & Ann Stambler, « Gang de Castors Règle » [PDF], sur 1jour1jeu.com
23. ↑  « 5 ou Moins - Le jeu de cartes qui fait parler de lui », sur Gamelia (consulté le 15 août 2025)
24. ↑  (en) « Dutch Blitz®: A Vonderful Goot Game » (consulté le 15 août 2025)